# The Secret Life of the American Teenager/Episodenliste

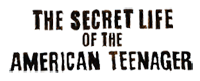
Logo zur Serie

Diese Episodenliste enthält alle Episoden der US-amerikanischen Dramaserie The Secret Life of the American Teenager sortiert nach der US-amerikanischen Erstausstrahlung. Zwischen 2008 und 2013 entstanden fünf Staffeln mit 121 Episoden mit einer Länge von jeweils etwa 44 Minuten.

## Übersicht
| Staffel | Episodenanzahl | Erstausstrahlung USA | Erstausstrahlung USA | Deutschsprachige Erstausstrahlung | Deutschsprachige Erstausstrahlung |
| Staffel | Episodenanzahl | Staffelpremiere      | Staffelfinale        | Staffelpremiere                   | Staffelfinale                     |
| ------- | -------------- | -------------------- | -------------------- | --------------------------------- | --------------------------------- |
| 1       | 23             | 1. Juli 2008         | 23. März 2009        | 31. Mai 2010                      | 10. Juni 2010                     |
| 2       | 24             | 22. Juni 2009        | 22. März 2010        | 22. Juli 2012                     | 5. Januar 2014                    |
| 3       | 26             | 7. Juni 2010         | 6. Juni 2011         | 5. Januar 2014                    | 29. Oktober 2016                  |
| 4       | 24             | 13. Juni 2011        | 4. Juni 2012         | 5. November 2016                  | 9. Juni 2019                      |
| 5       | 24             | 11. Juni 2012        | 3. Juni 2013         | 9. September 2019                 | 10. Oktober 2019                  |

## Staffel 1
Die Erstausstrahlung der ersten Staffel war vom 1. Juli 2008 bis zum 23. März 2009 auf dem US-amerikanischen Kabelsender ABC Family zu sehen. Die deutschsprachige Erstausstrahlung sendete der Schweizer Free-TV-Sender 3+ vom 31. Mai bis zum 30. Juni 2010.
| Nr. (ges.) | Nr. (St.) | Deutscher Titel          | Originaltitel                               | Erstausstrahlung USA | Deutschsprachige Erstausstrahlung (CH) | Regie                | Drehbuch                                                         |
| ---------- | --------- | ------------------------ | ------------------------------------------- | -------------------- | -------------------------------------- | -------------------- | ---------------------------------------------------------------- |
| 1          | 1         | Böse Überraschung        | Falling in Love                             | 1. Juli 2008         | 31. Mai 2010                           | Ron Underwood        | Brenda Hampton                                                   |
| 2          | 2         | Gerüchteküche            | You Are My Everything                       | 8. Juli 2008         | 1. Juni 2010                           | Keith Truesdell      | Brenda Hampton                                                   |
| 3          | 3         | Ein romantisches Date    | I Feel Sick                                 | 15. Juli 2008        | 2. Juni 2010                           | Ron Underwood        | Brenda Hampton                                                   |
| 4          | 4         | Erwischt!                | Caught                                      | 22. Juli 2008        | 3. Juni 2010                           | Keith Truesdell      | Brenda Hampton                                                   |
| 5          | 5         | Heirate mich!            | What Have You Done To Me?                   | 29. Juli 2008        | 4. Juni 2010                           | Ron Underwood        | Brenda Hampton                                                   |
| 6          | 6         | Die Beichte              | Love For Sale                               | 5. Aug. 2008         | 7. Juni 2010                           | Keith Truesdell      | Brenda Hampton                                                   |
| 7          | 7         | Gespräch unter Männern   | Absent                                      | 12. Aug. 2008        | 8. Juni 2010                           | Anson Williams       | Brenda Hampton & Jeffery Rodgers                                 |
| 8          | 8         | Hiobsbotschaft           | Your Cheatin’ Heart                         | 19. Aug. 2008        | 9. Juni 2010                           | Keith Truesdell      | Brenda Hampton & Elaine Arata                                    |
| 9          | 9         | Väter                    | Slice of Life                               | 26. Aug. 2008        | 10. Juni 2010                          | Jason Priestley      | Brenda Hampton, Jeff Olsen, & Chris Olsen                        |
| 10         | 10        | Zurück zur Schule        | Back to School                              | 2. Sep. 2008         | 11. Juni 2010                          | Keith Truesdell      | Caroline Kepnes                                                  |
| 11         | 11        | Auf der Suche            | Just Say No                                 | 9. Sep. 2008         | 14. Juni 2010                          | Jason Priestley      | Jeff Olson & Caroline Kepnes Idee: Elaine Arata & Brenda Hampton |
| 12         | 12        | Die geheime Hochzeit     | The Secret Wedding of the American Teenager | 5. Jan. 2009         | 15. Juni 2010                          | Lindsley Parsons III | Brenda Hampton                                                   |
| 13         | 13        | Aufgeflogen              | Baked Nevada                                | 12. Jan. 2009        | 16. Juni 2010                          | Anson Williams       | Brenda Hampton                                                   |
| 14         | 14        | Vater und Sohn           | The Father and the Son                      | 19. Jan. 2009        | 17. Juni 2010                          | Keith Truesdell      | Brenda Hampton                                                   |
| 15         | 15        | Junge oder Mädchen       | That’s Enough of That                       | 23. Jan. 2009        | 18. Juni 2010                          | Anson Williams       | Brenda Hampton & Jeffrey Rodgers                                 |
| 16         | 16        | Schokoladenkekse         | Chocolate Cake                              | 2. Feb. 2009         | 21. Juni 2010                          | Keith Truesdell      | Brenda Hampton & Jeffrey Rodgers                                 |
| 17         | 17        | Duncans Schwester        | Unforgiven                                  | 9. Feb. 2009         | 22. Juni 2010                          | Jason Priestley      | Brenda Hampton & Elaine Arata                                    |
| 18         | 18        | Versöhnung               | Making Up Is Hard to Do                     | 16. Feb. 2009        | 23. Juni 2010                          | Keith Truesdell      | Brenda Hampton, Chris Olsen, & Jeff Olsen                        |
| 19         | 19        | Hot Dogs                 | Money for Nothing, Chicks for Free          | 23. Feb. 2009        | 24. Juni 2010                          | Jason Priestley      | Brenda Hampton & Caroline Kepnes                                 |
| 20         | 20        | Alle für eine            | Maybe Baby                                  | 2. März 2009         | 25. Juni 2010                          | Keith Truesdell      | Brenda Hampton                                                   |
| 21         | 21        | Das Baby kommt           | Whoomp! (There It Is)                       | 9. März 2009         | 28. Juni 2010                          | Jason Priestley      | Brenda Hampton                                                   |
| 22         | 22        | Eine Nacht im Sommercamp | One Night at Band Camp                      | 16. März 2009        | 29. Juni 2010                          | John Schneider       | Brenda Hampton & Jeffrey Rodgers                                 |
| 23         | 23        | John                     | And Unto Us, A Child Is Born                | 23. März 2009        | 30. Juni 2010                          | Keith Truesdell      | Brenda Hampton                                                   |

## Staffel 2
Die Erstausstrahlung der zweiten Staffel war vom 22. Juni 2009 bis zum 22. März 2010 auf dem US-amerikanischen Kabelsender ABC Family zu sehen. Die deutschsprachige Erstausstrahlung der ersten beiden Episoden sendete der deutsche Free-TV-Sender sixx am 22. und 29. Juli 2012. Zehn weitere Episoden zeigte der österreichische Free-TV-Sender ORF eins vom 6. April bis zum 29. Juni 2013. Die restlichen Episoden wurden vom 8. Dezember 2013 bis zum 5. Januar 2014 wieder bei sixx ausgestrahlt.
| Nr. (ges.) | Nr. (St.) | Deutscher Titel                | Originaltitel                    | Erstausstrahlung USA | Deutschsprachige Erstausstrahlung (D/A) | Regie                | Drehbuch                                            |
| ---------- | --------- | ------------------------------ | -------------------------------- | -------------------- | --------------------------------------- | -------------------- | --------------------------------------------------- |
| 24         | 1         | Das große Ereignis             | The Big One                      | 22. Juni 2009        | 22. Juli 2012                           | Keith Truesdell      | Brenda Hampton & Elaine Arata                       |
| 25         | 2         | Schuldgefühle                  | What’s Done Is Done              | 29. Juni 2009        | 29. Juli 2012                           | Gail Bradley         | Brenda Hampton & Elaine Arata                       |
| 26         | 3         | Abschied                       | Par for the Course               | 6. Juli 2009         | 6. Apr. 2013                            | Keith Truesdell      | Brenda Hampton                                      |
| 27         | 4         | Bologna                        | Ciao                             | 13. Juli 2009        | 13. Apr. 2013                           | Anson Williams       | Brenda Hampton                                      |
| 28         | 5         | Das jüngste Gericht            | Born Free                        | 20. Juli 2009        | 27. Apr. 2013                           | Keith Truesdell      | Caroline Kepnes                                     |
| 29         | 6         | Große Pläne                    | The Summer of Our Discontent     | 27. Juli 2009        | 11. Mai 2013                            | Lindsley Parsons III | Jeffrey Rodgers                                     |
| 30         | 7         | Zurück aus den Sommerferien    | Summertime                       | 3. Aug. 2009         | 18. Mai 2013                            | Keith Truesdell      | Brenda Hampton                                      |
| 31         | 8         | Neue Nachbarn                  | A New Kind of Green              | 10. Aug. 2009        | 1. Juni 2013                            | Anson Williams       | Brenda Hampton                                      |
| 32         | 9         | Suspendiert                    | Hot Nuts                         | 17. Aug. 2009        | 8. Juni 2013                            | Keith Truesdell      | Brenda Hampton                                      |
| 33         | 10        | Die andere Schwangere          | Knocked Up, Who’s There?         | 24. Aug. 2009        | 15. Juni 2013                           | Anson Williams       | Brenda Hampton                                      |
| 34         | 11        | Dicke Luft                     | Cramped                          | 31. Aug. 2009        | 22. Juni 2013                           | Keith Truesdell      | Brenda Hampton                                      |
| 35         | 12        | Alles wird anders              | Be My, Be My Baby                | 7. Sep. 2009         | 29. Juni 2013                           | Anson Williams       | Brenda Hampton & Jeffrey Rodgers                    |
| 36         | 13        | Der Ausflug                    | You Don’t Know What You’ve Got … | 4. Jan. 2010         | 8. Dez. 2013                            | Keith Truesdell      | Chris Olsen & Jeff Olsen Idee: Brenda Hampton       |
| 37         | 14        | Maria                          | Til It’s Gone                    | 11. Jan. 2010        | 15. Dez. 2013                           | Gail Bradley         | Elaine Arata & Jeffrey Rodgers Idee: Brenda Hampton |
| 38         | 15        | Leben und lieben lassen        | Loved & Lost                     | 18. Jan. 2010        | 15. Dez. 2013                           | Keith Truesdell      | Elaine Arata & Jeffrey Rodgers Idee: Brenda Hampton |
| 39         | 16        | Die Kampagne                   | Just Say Me                      | 25. Jan. 2010        | 15. Dez. 2013                           | Anson Williams       | Brenda Hampton & Paul Perlove                       |
| 40         | 17        | Das zweite Mal                 | The Second Time Around           | 1. Feb. 2010         | 22. Dez. 2013                           | Keith Truesdell      | Brenda Hampton & Elaine Arata                       |
| 41         | 18        | Alles auf Anfang               | Let’s Try That Again             | 8. Feb. 2010         | 22. Dez. 2013                           | Barry Watson         | Brenda Hampton                                      |
| 42         | 19        | Mütter und Töchter             | The Rhythm of Life               | 15. Feb. 2010        | 22. Dez. 2013                           | Keith Truesdell      | Brenda Hampton & Jeffrey Rodgers                    |
| 43         | 20        | Ein Fehler kommt selten allein | Mistakes Were Made               | 22. Feb. 2010        | 29. Dez. 2013                           | Anson Williams       | Brenda Hampton                                      |
| 44         | 21        | Ricky haut ab                  | Choices                          | 1. März 2010         | 29. Dez. 2013                           | Keith Truesdell      | Brenda Hampton & Elaine Arata                       |
| 45         | 22        | Brave Mädchen und Jungen       | Good Girls & Boys                | 8. März 2010         | 29. Dez. 2013                           | Anson Williams       | Brenda Hampton                                      |
| 46         | 23        | Alle für beide                 | I Got You, Babe                  | 15. März 2010        | 5. Jan. 2014                            | Keith Truesdell      | Brenda Hampton & Jeffrey Rodgers                    |
| 47         | 24        | Der Kreis schließt sich        | Ben There, Done That             | 22. März 2010        | 5. Jan. 2014                            | Anson Williams       | Brenda Hampton & Elaine Arata                       |

## Staffel 3
Die Erstausstrahlung der dritten Staffel war vom 7. Juni 2010 bis zum 6. Juni 2011 auf dem US-amerikanischen Kabelsender ABC Family zu sehen. Die deutschsprachige Erstausstrahlung der ersten 14 Episoden sendete der Free-TV-Sender sixx vom 5. Januar bis zum 9. Februar 2014. Die restlichen Episoden werden seit dem 9. Juli 2016 vom österreichischen Free-TV-Sender ORF eins erstausgestrahlt.
| Nr. (ges.) | Nr. (St.) | Deutscher Titel             | Originaltitel                    | Erstausstrahlung USA | Deutschsprachige Erstausstrahlung (D/A) | Regie                | Drehbuch        |
| ---------- | --------- | --------------------------- | -------------------------------- | -------------------- | --------------------------------------- | -------------------- | --------------- |
| 48         | 1         | Kleine Starthilfe           | Do Over                          | 7. Juni 2010         | 5. Jan. 2014                            | Keith Truesdell      | Brenda Hampton  |
| 49         | 2         | Der Schwangerschaftstest    | Accentuate the Positive          | 14. Juni 2010        | 12. Jan. 2014                           | Gail Bradley         | Jeffrey Rodgers |
| 50         | 3         | Auf glühenden Kohlen        | Get Out of Town                  | 21. Juni 2010        | 12. Jan. 2014                           | Keith Truesdell      | Brenda Hampton  |
| 51         | 4         | Goodbye, Amy Juergens       | Goodbye, Amy Juergens            | 28. Juni 2010        | 12. Jan. 2014                           | Anson Williams       | Elaine Arata    |
| 52         | 5         | Meinungsverschiedenheiten   | Which Way Did She Go?            | 5. Juli 2010         | 19. Jan. 2014                           | Keith Truesdell      | Brenda Hampton  |
| 53         | 6         | Adrians Entscheidung        | She Went That A’way              | 12. Juli 2010        | 19. Jan. 2014                           | Lindsley Parsons III | Paul Perlove    |
| 54         | 7         | New York, New York          | New York, New York               | 19. Juli 2010        | 19. Jan. 2014                           | Keith Truesdell      | Brenda Hampton  |
| 55         | 8         | Funkstille                  | The Sound of Silence             | 26. Juli 2010        | 26. Jan. 2014                           | Anson Williams       | Jeffrey Rodgers |
| 56         | 9         | Feiglinge                   | Chicken Little                   | 2. Aug. 2010         | 26. Jan. 2014                           | Keith Truesdell      | Brenda Hampton  |
| 57         | 10        | Rickys Besuch               | My Girlfriend’s Back             | 9. Aug. 2010         | 26. Jan. 2014                           | Anson Williams       | Elaine Arata    |
| 58         | 11        | Der vergessene Geburtstag   | Lady Liberty                     | 16. Aug. 2010        | 2. Feb. 2014                            | Keith Truesdell      | Brenda Hampton  |
| 59         | 12        | Versuchungen                | Sweet and Sour                   | 23. Aug. 2010        | 2. Feb. 2014                            | Anson Williams       | Paul Perlove    |
| 60         | 13        | Schlaflos                   | Up All Night                     | 30. Aug. 2010        | 2. Feb. 2014                            | Anson Williams       | Brenda Hampton  |
| 61         | 14        | Verlobung                   | Rules of Engagement              | 6. Sep. 2010         | 9. Feb. 2014                            | Keith Truesdell      | Brenda Hampton  |
| 62         | 15        | Wem vertraust du?           | Who Do You Trust                 | 28. März 2011        | 9. Juli 2016                            | Keith Truesdell      | Brenda Hampton  |
| 63         | 16        | Amy und Nora                | Mirrors                          | 4. Apr. 2011         | 16. Juli 2016                           | Anson Williams       | Jeffrey Rodgers |
| 64         | 17        | Rate mal, wer nicht kommt … | Guess Who’s Not Coming to Dinner | 11. Apr. 2011        | 23. Juli 2016                           | Gail Bradley         | Brenda Hampton  |
| 65         | 18        | Hochzeitswahn               | Another Proposal                 | 18. Apr. 2011        | 30. Juli 2016                           | Anson Williams       | Elaine Arata    |
| 66         | 19        | Wohnungssuche               | Deeper and Deeper                | 25. Apr. 2011        | 27. Aug. 2016                           | Keith Truesdell      | Brenda Hampton  |
| 67         | 20        | Einziehen & ausziehen       | Moving In and Out                | 2. Mai 2011          | 3. Sep. 2016                            | Anson Williams       | Paul Perlove    |
| 68         | 21        | Tote Hose                   | Young at Heart                   | 9. Mai 2011          | 10. Sep. 2016                           | Keith Truesdell      | Brenda Hampton  |
| 69         | 22        | Reden ist Silber            | Loose Lips                       | 16. Mai 2011         | 17. Sep. 2016                           | Anson Williams       | Jeffrey Rodgers |
| 70         | 23        | Jeder gegen jeden           | Round II                         | 23. Mai 2011         | 24. Sep. 2016                           | Lindsley Parsons III | Brenda Hampton  |
| 71         | 24        | Kalte Füße                  | It’s Not Over Till It’s Over     | 30. Mai 2011         | 8. Okt. 2016                            | Lindsley Parsons III | Brenda Hampton  |
| 72         | 25        | Das frischgebackene Ehepaar | To Be …                          | 30. Mai 2011         | 15. Okt. 2016                           | Lindsley Parsons III | Jeffrey Rodgers |
| 73         | 26        | Offene Worte                | … Or Not to Be                   | 6. Juni 2011         | 29. Okt. 2016                           | Anson Williams       | Brenda Hampton  |

## Staffel 4
Die Erstausstrahlung der vierten Staffel war vom 13. Juni 2011 bis zum 4. Juni 2012 auf dem US-amerikanischen Kabelsender ABC Family zu sehen. Die deutschsprachige Erstausstrahlung sendete der österreichische Free-TV-Sender ORF eins vom 5. November 2016 bis zum 8. Juni 2019.
| Nr. (ges.) | Nr. (St.) | Deutscher Titel                    | Originaltitel           | Erstausstrahlung USA | Deutschsprachige Erstausstrahlung (A) | Regie                | Drehbuch                                    |
| ---------- | --------- | ---------------------------------- | ----------------------- | -------------------- | ------------------------------------- | -------------------- | ------------------------------------------- |
| 74         | 1         | Späte Einsicht                     | When One Door Closes …  | 13. Juni 2011        | 5. Nov. 2016                          | Keith Truesdell      | Brenda Hampton                              |
| 75         | 2         | Offene Worte                       | … Another One Opens     | 20. Juni 2011        | 19. Nov. 2016                         | Anson Williams       | Brenda Hampton                              |
| 76         | 3         | Der erste Spaghetti-Tag            | When Opportunity Knocks | 27. Juni 2011        | 26. Nov. 2016                         | Keith Truesdell      | Brenda Hampton                              |
| 77         | 4         | Streitfieber                       | One Foot Out the Door   | 4. Juli 2011         | 25. März 2017                         | Gail Bradley         | Paul Perlove                                |
| 78         | 5         | Schlussstrich                      | Hole in the Wall        | 11. Juli 2011        | 1. Apr. 2017                          | Keith Truesdell      | Brenda Hampton                              |
| 79         | 6         | Adrians Rückkehr                   | Don’t Go in There!      | 18. Juli 2011        | 8. Apr. 2017                          | Anson Williams       | Elaine Arata                                |
| 80         | 7         | Süßer Racheengel                   | Cute                    | 25. Juli 2011        | 15. Apr. 2017                         | Keith Truesdell      | Jeffrey Rodgers                             |
| 81         | 8         | Noras Rückfall                     | Dancing with the Stars  | 1. Aug. 2011         | 10. Juni 2017                         | Gail Bradley         | Brenda Hampton                              |
| 82         | 9         | Rausschmiss                        | Flip Flop               | 8. Aug. 2011         | 17. Juni 2017                         | Keith Truesdell      | Kelley Turk & Courtney Turk                 |
| 83         | 10        | Handy Hick-Hack                    | 4-1-1                   | 15. Aug. 2011        | 24. Juni 2017                         | Anson Williams       | Brenda Hampton                              |
| 84         | 11        | Spielchen                          | The Games We Play       | 22. Aug. 2011        | 1. Juli 2017                          | Gail Bradley         | Brenda Hampton & Elaine Arata               |
| 85         | 12        | Streit um Ben                      | Pomp                    | 29. Aug. 2011        | 15. Juli 2017                         | Lindsley Parsons III | Brenda Hampton                              |
| 86         | 13        | Die Abschlussparty                 | And Circumstance        | 5. Sep. 2011         | 22. Juli 2017                         | Keith Truesdell      | Brenda Hampton                              |
| 87         | 14        | Wer mit wem?                       | Smokin’ Like A Virgin   | 26. März 2012        | 23. März 2019                         | Gail Bradley         | Brenda Hampton                              |
| 88         | 15        | Trotz                              | Defiance                | 2. Apr. 2012         | 30. März 2019                         | Anson Williams       | Brenda Hampton                              |
| 89         | 16        | Essen müssen sie alle              | They Gotta Eat          | 9. Apr. 2012         | 6. Apr. 2019                          | Lindsley Parsons III | Brenda Hampton & Elaine Arata               |
| 90         | 17        | Bettys Test                        | Suddenly This Summer    | 16. Apr. 2012        | 13. Apr. 2019                         | Keith Truesdell      | Brenda Hampton                              |
| 91         | 18        | Verpasster Spaß                    | The Beach Is Back       | 23. Apr. 2012        | 20. Apr. 2019                         | Gail Bradley         | Brenda Hampton                              |
| 92         | 19        | Der Hochzeitstermin                | The Splits              | 30. Apr. 2012        | 27. Apr. 2019                         | Keith Truesdell      | Brenda Hampton                              |
| 93         | 20        | Wettstreit um Dad                  | Strange Familiar        | 7. Mai 2012          | 4. Mai 2019                           | Anson Williams       | Brenda Hampton & Paul Perlove               |
| 94         | 21        | Verbündete                         | Allies                  | 14. Mai 2012         | 11. Mai 2019                          | Keith Truesdell      | Brenda Hampton & Elaine Arata               |
| 95         | 22        | Gerüchteküche                      | The Text Best Thing     | 21. Mai 2012         | 18. Mai 2019                          | Anson Williams       | Brenda Hampton & Jeffrey Rodgers            |
| 96         | 23        | Ist sie es, oder ist sie es nicht? | 4SnP                    | 28. Mai 2012         | 1. Juni 2019                          | Keith Truesdell      | Brenda Hampton, Kelley Turk & Courtney Turk |
| 97         | 24        | Liebe ist …                        | Love Is Love            | 4. Juni 2012         | 8. Juni 2019                          | Gail Bradley         | Brenda Hampton & Anne Ramsay                |

## Staffel 5
Die Erstausstrahlung der fünften Staffel war vom 11. Juni 2012 bis zum 3. Juni 2013 auf dem US-amerikanischen Kabelsender ABC Family zu sehen. Die deutschsprachige Erstausstrahlung sendete der österreichische Free-TV-Sender ORF eins vom 9. September bis zum 10. Oktober 2019.
| Nr. (ges.) | Nr. (St.) | Deutscher Titel                   | Originaltitel                        | Erstausstrahlung USA | Deutschsprachige Erstausstrahlung (A) | Regie                | Drehbuch                                    |
| ---------- | --------- | --------------------------------- | ------------------------------------ | -------------------- | ------------------------------------- | -------------------- | ------------------------------------------- |
| 98         | 1         | Und es wissen doch alle …         | To Begin With …                      | 11. Juni 2012        | 9. Sep. 2019                          | Keith Truesdell      | Brenda Hampton & Elaine Arata               |
| 99         | 2         | Jetzt ist es raus                 | Shotgun                              | 18. Juni 2012        | 10. Sep. 2019                         | Gail Bradley         | Brenda Hampton                              |
| 100        | 3         | Ja, ich will … . oder doch nicht? | I Do and I Don’t                     | 25. Juni 2012        | 11. Sep. 2019                         | Keith Truesdell      | Brenda Hampton                              |
| 101        | 4         | Lügen und Abschiede               | Lies and Byes                        | 9. Juli 2012         | 12. Sep. 2019                         | Gail Bradley         | Brenda Hampton                              |
| 102        | 5         | Elefanten zum Fest                | Past History                         | 16. Juli 2012        | 13. Sep. 2019                         | Anson Williams       | Brenda Hampton, Kelley Turk & Courtney Turk |
| 103        | 6         | Heilige Heuchelei                 | Holy Rollers                         | 23. Juli 2012        | 16. Sep. 2019                         | Lindsley Parsons III | Brenda Hampton & Jeffrey Rodgers            |
| 104        | 7         | Freundinnen                       | Girlfriends                          | 30. Juli 2012        | 17. Sep. 2019                         | Keith Truesdell      | Brenda Hampton & Paul Perlove               |
| 105        | 8         | Klartext                          | Setting Things Straight              | 6. Aug. 2012         | 18. Sep. 2019                         | Gail Bradley         | Brenda Hampton & Elaine Arata               |
| 106        | 9         | Peinliches Verhör                 | Property Not for Sale                | 13. Aug. 2012        | 19. Sep. 2019                         | Keith Truesdell      | Brenda Hampton & Elaine Arata               |
| 107        | 10        | Grace, die Sünderin               | Regrets                              | 20. Aug. 2012        | 20. Sep. 2019                         | Gail Bradley         | Brenda Hampton & Elaine Arata               |
| 108        | 11        | Halb vorbei                       | Half Over                            | 27. Aug. 2012        | 23. Sep. 2019                         | Anson Williams       | Brenda Hampton                              |
| 109        | 12        | Der Ritt auf dem Esel             | Hedy’s Happy Holiday House           | 19. Nov. 2012        | 24. Sep. 2019                         | Keith Truesdell      | Brenda Hampton                              |
| 110        | 13        | Das Brautkleid                    | To Each Her Own                      | 18. März 2013        | 25. Sep. 2019                         | Lindsley Parsons III | Brenda Hampton                              |
| 111        | 14        | Wie durch ein Wunder              | It’s a Miracle                       | 25. März 2013        | 26. Sep. 2019                         | Keith Truesdell      | Brenda Hampton & Elaine Arata               |
| 112        | 15        | Schockierende Wahrheiten          | Untying the Knot                     | 1. Apr. 2013         | 27. Sep. 2019                         | Gail Bradley         | Brenda Hampton & Jeffrey Rodgers            |
| 113        | 16        | New York ruft                     | Shiny and New                        | 8. Apr. 2013         | 30. Sep. 2019                         | Gail Bradley         | Paul Perlove                                |
| 114        | 17        | Angst!                            | Fraid So                             | 15. Apr. 2013        | 1. Okt. 2019                          | Anson Williams       | Kelley Turk & Courtney Turk                 |
| 115        | 18        | Geld stinkt nicht                 | Money for Nothin’                    | 22. Apr. 2013        | 2. Okt. 2019                          | Lindsley Parsons III | Brenda Hampton & Elaine Arata               |
| 116        | 19        | Wer braucht schon Algebra?        | Interference                         | 29. Apr. 2013        | 3. Okt. 2019                          | Keith Truesdell      | Brenda Hampton & Elaine Arata               |
| 117        | 20        | Wer will zuerst?                  | First and Last                       | 6. Mai 2013          | 4. Okt. 2019                          | Gail Bradley         | Brenda Hampton & Elaine Arata               |
| 118        | 21        | Familienanschluss                 | All My Sisters with Me               | 13. Mai 2013         | 7. Okt. 2019                          | Keith Truesdell      | Brenda Hampton & Jeffrey Rodgers            |
| 119        | 22        | Auf Lügen gebaut                  | When Bad Things Happen to Bad People | 20. Mai 2013         | 8. Okt. 2019                          | Gail Bradley         | Brenda Hampton & Elaine Arata               |
| 120        | 23        | In der Falle                      | Caught in a Trap                     | 27. Mai 2013         | 9. Okt. 2019                          | Keith Truesdell      | Brenda Hampton & Elaine Arata               |
| 121        | 24        | Danke und leb wohl!               | Thank You and Goodbye                | 3. Juni 2013         | 10. Okt. 2019                         | Gail Bradley         | Brenda Hampton                              |